# Canottaggio ai Giochi della XXXI Olimpiade - 2 di coppia pesi leggeri maschile
La gara del 2 di coppia pesi leggeri maschile dei Giochi della XXXI Olimpiade si è svolta tra il 8 e il 12 agosto 2016. Hanno partecipato 20 equipaggi.

## Formato
La competizione si svolge su tre turni: nel primo turno i primi due classificati di ogni batteria avanzano al turno successivo. Gli equipaggi eliminati al primo turno competono in due batterie di ripescaggio, ognuna delle quali qualifica altri due equipaggi al secondo turno. I primi 3 di ogni semifinale accedono alla Finale A.
Gli equipaggi eliminati partecipano ad un analogo tabellone che determina i piazzamenti.

## Programma
| Data           | Ora (UTC-3) | Turno          |
| -------------- | ----------- | -------------- |
| 8 agosto 2016  | 11:50       | Batterie       |
| 9 agosto 2016  | 11:40       | Ripescaggi     |
| 11 agosto 2016 | 11:40       | Semifinali A/B |
| 11 agosto 2016 | 13:40       | Semifinali C/D |
| 12 agosto 2016 | 09:20       | Finale B       |
| 12 agosto 2016 | 10:44       | Finale         |
| 12 agosto 2016 | 12:10       | Finale D       |
| 12 agosto 2016 | 12:30       | Finale C       |

## Risultati

### Batterie
| Pos. | Atleti                             | Nazione   | Tempo   | Note |
| ---- | ---------------------------------- | --------- | ------- | ---- |
| 1    | Gary O'Donovan Paul O'Donovan      | Irlanda   | 6:23.72 | SA/B |
| 2    | Andrea Micheletti Marcello Miani   | Italia    | 6:24.10 | SA/B |
| 3    | Mads Rasmussen Rasmus Quist Hansen | Danimarca | 6:33.67 | R    |
| 4    | Moritz Moos Jason Osborne          | Germania  | 6:40.48 | R    |
| 5    | Cem Yilmaz Huseyin Kandemir        | Turchia   | 6:41.67 | R    |

| Pos. | Atleti                                         | Nazione     | Tempo   | Note |
| ---- | ---------------------------------------------- | ----------- | ------- | ---- |
| 1    | Kristoffer Brun Are Strandli                   | Norvegia    | 6:24.81 | SA/B |
| 2    | Josh Konieczny Andrew Cambell                  | Stati Uniti | 6:26.56 | SA/B |
| 3    | Felipe Cardenas Morales Bernardo Guerrero Diaz | Cile        | 6:38.95 | R    |
| 4    | Bernhard Sieber Paul Sieber                    | Austria     | 6:43.37 | R    |
| 5    | Chiu Hin Chun Tang Chiu Mang                   | Hong Kong   | 6:45.05 | R    |

| Pos. | Atleti                                | Nazione  | Tempo   | Note |
| ---- | ------------------------------------- | -------- | ------- | ---- |
| 1    | Pierre Houin Jérémie Azou             | Francia  | 6:24.62 | SA/B |
| 2    | Artur Mikolajczewski Milosz Jankowski | Polonia  | 6:27.70 | SA/B |
| 3    | Hiroshi Nakano Hideki Omoto           | Giappone | 6:34.27 | R    |
| 4    | Raúl Hernández Liosbel Hernández      | Cuba     | 6:39.79 | R    |
| 5    | Andre Mattias Jean-Luc Rasamoelina    | Angola   | 6:58.93 | R    |

| Pos. | Atleti                              | Nazione       | Tempo   | Note |
| ---- | ----------------------------------- | ------------- | ------- | ---- |
| 1    | James Thompson John Smith           | Sudafrica     | 6:23.10 | SA/B |
| 2    | Will Fletcher Richard Chambers      | Gran Bretagna | 6:25.62 | SA/B |
| 3    | Daniel Wiederkehr Michael Schmidt   | Svizzera      | 6:29.95 | R    |
| 4    | Sun Man Wang Chunxin                | Cina          | 6:30.83 | R    |
| 5    | Xavier Vela Maggi Willian Giaretton | Brasile       | 6:31.13 | R    |

### Ripescaggio
| Pos. | Atleti                                         | Nazione   | Tempo   | Note |
| ---- | ---------------------------------------------- | --------- | ------- | ---- |
| 1    | Mads Rasmussen Rasmus Quist Hansen             | Danimarca | 7:02.78 | SA/B |
| 2    | Sun Man Wang Chunxin                           | Cina      | 7:03.88 | SA/B |
| 3    | Raúl Hernández Liosbel Hernández               | Cuba      | 7:07.17 | SC/D |
| 4    | Felipe Cardenas Morales Bernardo Guerrero Diaz | Cile      | 7:11.38 | SC/D |
| 5    | Cem Yilmaz Huseyin Kandemir                    | Turchia   | 7:13.49 | SC/D |
| 6    | Andre Mattias Jean-Luc Rasamoelina             | Angola    | 7:29.73 | SC/D |

| Pos. | Atleti                              | Nazione   | Tempo   | Note |
| ---- | ----------------------------------- | --------- | ------- | ---- |
| 1    | Moritz Moos Jason Osborne           | Germania  | 7:05.36 | SA/B |
| 2    | Bernhard Sieber Paul Sieber         | Austria   | 7:06.41 | SA/B |
| 3    | Daniel Wiederkehr Michael Schmidt   | Svizzera  | 7:07.90 | SC/D |
| 4    | Xavier Vela Maggi Willian Giaretton | Brasile   | 7:11.20 | SC/D |
| 5    | Hiroshi Nakano Hideki Omoto         | Giappone  | 7:13.60 | SC/D |
| 6    | Chiu Hin Chun Tang Chiu Mang        | Hong Kong | 7:22.05 | SC/D |

### Semifinali
| Pos. | Atleti                                         | Nazione   | Tempo   | Note |
| ---- | ---------------------------------------------- | --------- | ------- | ---- |
| 1    | Daniel Wiederkehr Michael Schmidt              | Svizzera  | 7:22.15 | FC   |
| 2    | Cem Yilmaz Huseyin Kandemir                    | Turchia   | 7:24.14 | FC   |
| 3    | Felipe Cardenas Morales Bernardo Guerrero Diaz | Cile      | 7:24.71 | FC   |
| 4    | Chiu Hin Chun Tang Chiu Mang                   | Hong Kong | 7:33.47 | FD   |

| Pos. | Atleti                              | Nazione  | Tempo   | Note |
| ---- | ----------------------------------- | -------- | ------- | ---- |
| 1    | Xavier Vela Maggi Willian Giaretton | Brasile  | 7:27:34 | FC   |
| 2    | Raúl Hernández Liosbel Hernández    | Cuba     | 7:30.13 | FC   |
| 3    | Hiroshi Nakano Hideki Omoto         | Giappone | 7:30.64 | FC   |
| 4    | Andre Mattias Jean-Luc Rasamoelina  | Angola   | 7:39.59 | FD   |

| Pos. | Atleti                         | Nazione       | Tempo   | Note |
| ---- | ------------------------------ | ------------- | ------- | ---- |
| 1    | Pierre Houin Jérémie Azou      | Francia       | 6:34.43 | FA   |
| 2    | Josh Konieczny Andrew Cambell  | Stati Uniti   | 6:35.19 | FA   |
| 3    | Gary O'Donovan Paul O'Donovan  | Irlanda       | 6:35.70 | FA   |
| 4    | Will Fletcher Richard Chambers | Gran Bretagna | 6:38.76 | FB   |
| 5    | Moritz Moos Jason Osborne      | Germania      | 6:59.28 | FB   |
| 6    | Sun Man Wang Chunxin           | Cina          | 7:01.49 | FB   |

| Pos. | Atleti                                | Nazione   | Tempo   | Note |
| ---- | ------------------------------------- | --------- | ------- | ---- |
| 1    | James Thompson John Smith             | Sudafrica | 6:38.01 | FA   |
| 2    | Kristoffer Brun Are Strandli          | Norvegia  | 6:38.65 | FA   |
| 3    | Artur Mikolajczewski Milosz Jankowski | Polonia   | 6:40.23 | FA   |
| 4    | Andrea Micheletti Marcello Miani      | Italia    | 6:40.45 | FB   |
| 5    | Mads Rasmussen Rasmus Quist Hansen    | Danimarca | 6:45.05 | FB   |
| 6    | Bernhard Sieber Paul Sieber           | Austria   | 6:53.62 | FB   |

### Finali
| Pos. | Atleti                             | Nazione   | Tempo   | Note |
| ---- | ---------------------------------- | --------- | ------- | ---- |
| 1    | Chiu Hin Chun Tang Chiu Mang       | Hong Kong | 6:57.95 |      |
| 2    | Andre Mattias Jean-Luc Rasamoelina | Angola    | 7:01.74 |      |

| Pos. | Atleti                                         | Nazione  | Tempo   | Note |
| ---- | ---------------------------------------------- | -------- | ------- | ---- |
| 1    | Daniel Wiederkehr Michael Schmidt              | Svizzera | 6:42.57 |      |
| 2    | Xavier Vela Maggi Willian Giaretton            | Brasile  | 6:44.80 |      |
| 3    | Hiroshi Nakano Hideki Omoto                    | Giappone | 6:45.81 |      |
| 4    | Cem Yilmaz Huseyin Kandemir                    | Turchia  | 6:47.06 |      |
| 5    | Felipe Cardenas Morales Bernardo Guerrero Diaz | Cile     | 6:47.67 |      |
| 6    | Raúl Hernández Liosbel Hernández               | Cuba     | 6:47.80 |      |

| Pos. | Atleti                             | Nazione       | Tempo   | Note |
| ---- | ---------------------------------- | ------------- | ------- | ---- |
| 1    | Will Fletcher Richard Chambers     | Gran Bretagna | 6:28.81 |      |
| 2    | Andrea Micheletti Marcello Miani   | Italia        | 6:29.52 |      |
| 3    | Bernhard Sieber Paul Sieber        | Austria       | 6:32.30 |      |
| 4    | Mads Rasmussen Rasmus Quist Hansen | Danimarca     | 6:34.72 |      |
| 5    | Sun Man Wang Chunxin               | Cina          | 6:40.74 |      |
| 6    | Moritz Moos Jason Osborne          | Germania      | 6:42.19 |      |

| Pos.    | Atleti                                | Nazione     | Tempo   | Note |
| ------- | ------------------------------------- | ----------- | ------- | ---- |
| Oro     | Pierre Houin Jérémie Azou             | Francia     | 6:30.70 |      |
| Argento | Gary O'Donovan Paul O'Donovan         | Irlanda     | 6:31.23 |      |
| Bronzo  | Kristoffer Brun Are Strandli          | Norvegia    | 6:31.39 |      |
| 4       | James Thompson John Smith             | Sudafrica   | 6:33.29 |      |
| 5       | Josh Konieczny Andrew Cambell         | Stati Uniti | 6:35.07 |      |
| 6       | Artur Mikolajczewski Milosz Jankowski | Polonia     | 6:42.00 |      |